# Евфимий Зигабен

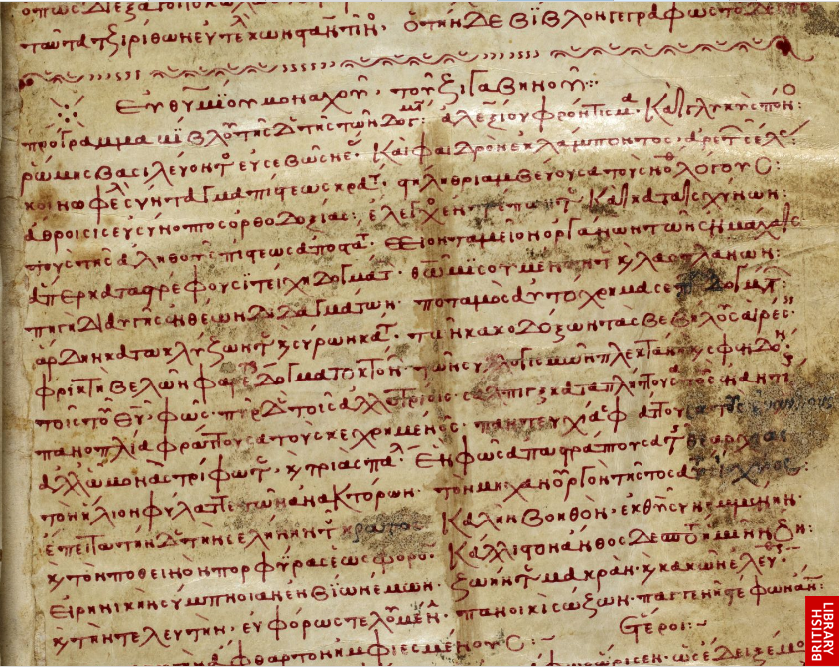
«Паноплия догматика», Евфимия Зигабена, рукопись 12 века

Евфи́мий Зигабе́н (Евтимий Зигавин, Зигаден; греч. Εὐθύμιος  Ζιγαβηνός, лат. Euthymius Zigabenus или Zigadenus; ? — около 1118) — византийский богослов и экзегет.
Сначала блестящий придворный, потом монах. Написал историю всех существовавших в то время ересей («Паноплия догматика», греч. πανοπλία δογματική), начиная от Симона Волхва до ислама, с их краткими опровержениями, заимствованными из произведений Отцов Церкви. Характер этого сочинения — вполне компилятивный. Толкования 3игабена на четвероевангелие (найдены в конце XVIII века и изданы Маттеи в Лейпциге, 1792 год), а также на псалмы и Песнь песней (изд. в «Bibliotheca patrum», т, XIX) богословская критика оценила довольно высоко. Все его сочинения собраны в Patrologia Graeca Миня (тома 128-131).